# 1645
- Wikisource

| Calendário gregoriano                                                        | 1645 MDCXLV                         |
| Ab urbe condita                                                              | 2398                                |
| Calendário arménio                                                           | 1094 – 1095                         |
| Calendário bahá'í                                                            | -199 – -198                         |
| Calendário budista                                                           | 2189                                |
| Calendário chinês                                                            | 4341 – 4342 Início a 28 de janeiro  |
| Calendário copta                                                             | 1361 – 1362                         |
| Calendário etíope                                                            | 1637 – 1638                         |
| Calendários hindus - Vikram Samvat - Calendário nacional indiano - Cáli Iuga | 1700 – 1701 1566 – 1567 4745 – 4746 |
| Calendário Holoceno                                                          | 11645                               |
| Calendário islâmico                                                          | 1055 – 1056                         |
| Calendário judaico                                                           | 5405 – 5406                         |
| Calendário persa                                                             | 1023 – 1024                         |
| Calendário rúnico                                                            | 1895                                |
| Calendário solar tailandês                                                   | 2188                                |

1645 (MDCXLV, na numeração romana) foi um ano comum do século XVII do actual Calendário Gregoriano, da Era de Cristo, e a sua letra dominical foi A (52 semanas), teve início a um domingo e terminou também a um domingo.
| Ano completo                    |
| ------------------------------- |
| Ano comum com início ao domingo |

## Eventos
- Começo de novas lutas entre portugueses e holandeses, no Brasil.

## Julho
- 16 de Julho  - Dá-se o Martírio de Cunhaú, num massacre promovido por tropas holandesas contra o Império Português no Brasil. Morre aí o beato André de Soveral entre outros.

## Agosto
- 3 de agosto - Segunda Batalha de Nördlingen.

## Outubro
- 3 de Outubro - Dá-se o Morticínio de Uruaçú, um novo massacre promovido pelas mesmas forças calvinistas holandesas contra as católicas no Brasil.
- 9 de Outubro - Jacob Kettler, duque da Curlândia, casa-se com a princesa Luísa Carlota de Brandemburgo.

### Em andamento
- Guerra civil inglesa (1642–1649)
- Guerra dos Trinta Anos (1618–1648)

## Nascimentos
- 10 de Agosto - Eusebio Francisco Kino - missionário católico italiano.
- 16 de Agosto - Jean de La Bruyère - ensaista e moralista francês.
- 21 de Setembro - Louis Jolliet.
- Lourenço de Almada, 9.º conde de Avranches, administrador colonial português na Madeira, Angola e Brasil (m. 1729).
- provável - William Kidd - pirata escocês.

## Mortes
- 10 de Janeiro - William Laud - arcebispo de Canterbury.
- 15 de Março - Johann Dubois - filho de exploradores alemães.
- 13 de Junho - Miyamoto Musashi - samurai japonês.
- 13 de Julho - Miguel I da Rússia - primeiro tsar da Rússia da casa de Romanov.
- 16 de Julho - Beato André de Soveral (n. 1572).
- 22 de Julho - Conde-Duque de Olivares - político espanhol.
- 28 de Agosto - Hugo Grócio - jurista a serviço da República dos Países Baixos.
- 8 de Setembro - Francisco de Quevedo - escritor do século de ouro espanhol.
- SJ (São Vicente em  - Cunhaú, ) foi um padre católico luso-brasileiro, morto durante a Guerra da Restauração no chamado Martírio de Cunhaú num massacre promovido por tropas holandesas e seus presbíteros protestantes calvinistas que lutavam contra o Império Português, no Brasil.

## Por tema
- 1645 no Brasil
- 1645 na literatura